# Imja Tsho

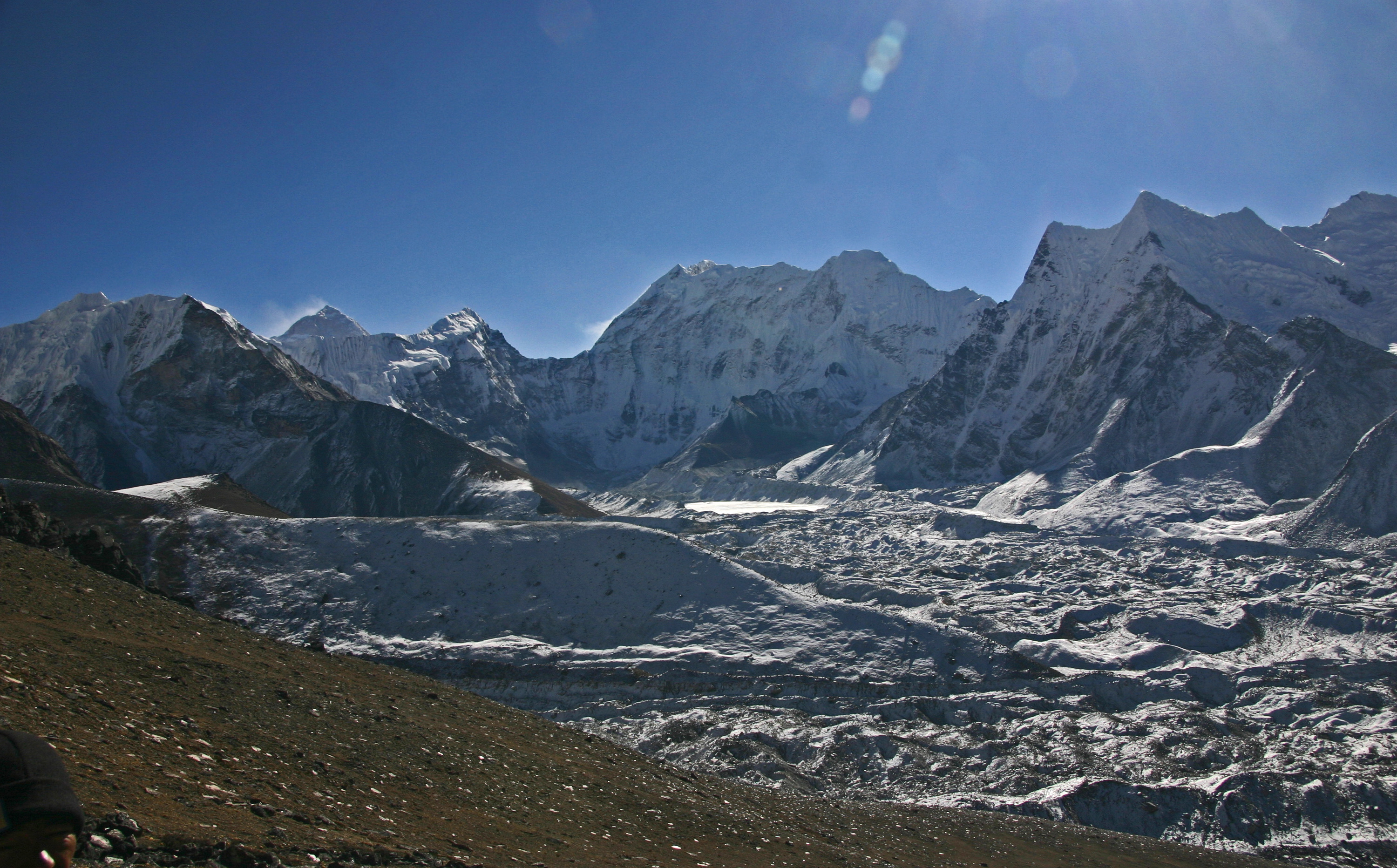
Imja Tsho vom Chhukung Ri

Der Imja Tsho ist ein Gletscherrandsee im Mahalangur Himal, einer Gebirgsgruppe im zentralen Himalaya.
Der See befindet sich im Distrikt Solukhumbu in der nepalesischen Verwaltungszone Sagarmatha.
Der Imja Tsho ist einer der größeren Gletscherseen in Nepal. Er liegt auf einer Höhe von 5004 m (Stand 2006). Im Jahr 1964 lag die Seehöhe noch bei 5041 m. Seine Fläche beträgt 1,03 km² (Stand 2007). Er besitzt eine Länge von 2,0 km in West-Ost-Richtung. Seine Breite beträgt 650 m. Die mittlere Wassertiefe liegt bei 41,6 m. Die maximale Wassertiefe beträgt 90,5 m. Der See hat ein Wasservolumen von 35,8 Millionen Kubikmeter.
Der See liegt 7,3 km südlich des Lhotse und wird von den Gipfeln Imja Tse und Num Ri eingerahmt.
Der Tsho Rolpa wird an der Ostseite vom Imja-Gletscher gespeist. Der Imja Khola, ein linker Nebenfluss des Dudhkoshi, bildet den Abfluss am westlichen Seeende.
Es besteht die Gefahr, dass der natürliche Damm, der den See aufstaut, in Zukunft einmal brechen könnte und ein Hochwasserereignis in den abstrom gelegenen Gebieten auslösen könnte.